# Donji Budački
Donji Budački is een plaats in de gemeente Krnjak in de Kroatische provincie Karlovac. De plaats telt 149 inwoners (2001).